# 张慈
张慈（？—？），字元达，清河郡东武城县（今河北省衡水市故城县）人，北周官员。

## 生平
张慈以车骑大将军、仪同三司为起家官，袭爵武定县开国公，食邑总计一千六百户。当时大冢宰宇文护总管政务，对张慈委以重任，张慈出任左厢亲信，外任梁州防主。保定四年（564年），宇文护率领周军东征，征召张慈随军出征，周军经过函谷关推进到宜阳城，与齐军交战互有胜败后返回。
柱国宇文招是周武帝第九弟，因为张慈的才智谋略，朝廷于天和元年（566年）任命张慈为使持节、大都督、治柱国总府司录，张慈又转任柱国府司马，其余官职封爵如故。天和四年（569年），张慈回朝出任载师大夫，准备出使北齐，正遇到齐武成帝去世，就作为使者前往吊丧。张慈很快以本官出任军正。张慈在虚岁三十三时去世，朝廷赠予某官，建德四年三月某日葬于河州苑川郡的禁山。

## 家庭

### 祖父
- 张庆，车骑大将军、仪同三司、散骑常侍、霸城县开国伯、赠河州刺史[1]

### 父亲
- 张璨，使持节、车骑大将军、仪同三司、散骑常侍、武定县开国公、赠河州刺史，赐姓贺娄氏[1]